# Klassiska dikotomin
Den klassiska dikotomin är ett begrepp inom makroekonomin. Dikotomin betyder att nominella (som inflation och penningmängd) och reella (som reell BNP och reallöner) variabler i ekonomin inte påverkar varandra. Nationalekonomer som tillhör real business cycle-traditionen (en del av Chicagoskolan) menar att den klassiska dikotomin håller, medan keynesianska ekonomer anser att den inte håller.
Anledningen till att den inte håller, enligt keynesianerna, är att löner och priser inte är helt flexibla utan ändras långsamt. Därför kan en ökning av penningmängden öka reell BNP på kort sikt. Om den klassiska dikotomin håller skulle priserna omedelbart stiga om penningmängden ökade (exempelvis genom att centralbanken sänkte styrräntan) och reella variabler som BNP och arbetslöshet skulle inte ändras.